# Rondibilis horiensis
Rondibilis horiensis är en skalbaggsart. Rondibilis horiensis ingår i släktet Rondibilis och familjen långhorningar.

## Underarter
Arten delas in i följande underarter:
- R. h. horiensis
- R. h. hongshanus